# NGC 3250E
NGC 3250E is een balkspiraalstelsel in het sterrenbeeld Luchtpomp. Het hemelobject werd op 1 februari 1835 ontdekt door de Engelse astronoom John Herschel.

## Synoniemen
- PGC 30865
- ESO 317-34
- MCG -7-22-13
- IRAS10268-3949